# Desseria rovignensis
Desseria rovignensis is een soort in de taxonomische indeling van de Myzozoa, een stam van microscopische parasitaire dieren. Het organisme komt uit het geslacht Desseria en behoort tot de familie Haemogregarinidae. Desseria rovignensis werd in 1995 ontdekt door Siddall.